# Poșta Română
Compania Națională „Poșta Română” SA – operator pocztowy oferujący usługi pocztowe w Rumunii, z siedzibą w stolicy kraju – Bukareszcie.